# 東麓石窟仏
東麓石窟仏（ひがしふもとせっくつぶつ）は、宮崎県小林市野尻町東麓にある磨崖仏。宮崎県指定史跡。

## 概説
別称として「薬師磨崖仏」、近隣住民からは「岩之堂薬師」とも呼ばれる。
高さ138.5cm、幅184cm、奥行き166cmの岩窟内に高浮彫りとされたもので、中心に高さ63.3cmの薬師如来の座像、その左右に高さ42.5cmの月光菩薩・日光菩薩の立像を脇侍とした薬師三尊であるが、更に十二神将像（高さ39cm - 44cm）を左右に六体ずつ配するという珍しい形態になっている。
製作時期は、文化庁の調査により鎌倉時代後期とされているが、損傷もなく未だ原形をとどめている。